# Дружбовский городской совет
Дружбовский городской совет (укр. Дружбівська міська рада) — входит в состав Ямпольского района Сумской области Украины.
Административный центр городского совета находится в городе Дружба.

## Населённые пункты совета
- г. Дружба
- с. Должик